# プラッシー

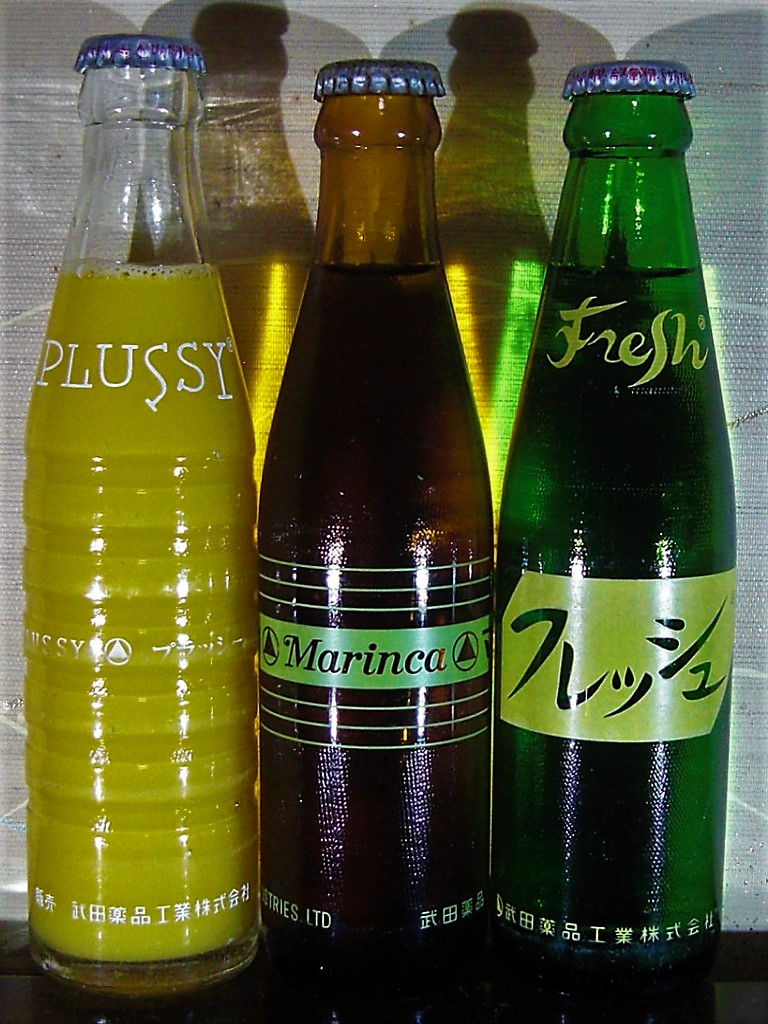
左：プラッシー
中：マリンカ
右：フレッシュサイダー
いずれも武田薬品工業販売当時の瓶

プラッシー（Plussy）は、日本で販売されていたオレンジ果汁入り飲料の商標。
1958年（昭和33年）に発売され、当初は武田薬品工業が販売し、子会社である武田食品工業が製造していた。その後1981年（昭和56年）1月に製造・販売とも武田食品工業の商品となり、2006年（平成18年）4月3日から2021年（令和3年）までは、同社の業務を移管したハウスウェルネスフーズにより製造・販売された。
清涼飲料としての終売後は、ハウスギャバンに継承され、介護向け水分補給ゼリーのブランドとして販売されている。

## 概要
武田食品工業が設立された1958年（昭和33年）当初から、主として米穀店と自動販売機を中心に販売されていた飲料である。みかん果汁入り飲料にビタミンCをプラスしたことから、それに引っ掛けて「プラッシー」と命名された。後年にはオレンジのみならず、トマトやグレープなどのバリエーション展開も行われた。
母体が製薬会社である武田は小売店への清涼飲料水の販売ルートを持たなかったため、流通経路を米穀店に絞り（武田はプラッシーよりも前に、ビタミン強化米の「ポリライス」を販売していて、米穀店への販売ルートを持っていた）、主食の米に不足な栄養素を補ってもらおうとビタミンCの入った飲料プラッシーやマリンカ（りんご果汁入りの炭酸飲料）、フレッシュサイダーなどを販売していた。米の小売りが主に米穀店の配達によっていた時代は、その配達のついでに重い瓶入り飲料をまとめて自宅まで届けてくれるという点が売りであった。テレビコマーシャルなどでも「お届けします プラッシー」というコマーシャルソングが使われていた。また、1カートンで1個グラスがついていた。
当時のプラッシーには、ジュースに似せた食感を演出するためにみかんの絞りかす（みかんパルプ）が混入されており、開栓前によく振って飲む必要があった。
競合商品の増加やびん入り飲料の衰退、自家用車の普及による米の宅配の減少などにより、販売数量も低迷したために1980年代に生産中止となる。しかし、復活を望む声や世間の健康志向から、1998年（平成10年）にリニューアル新発売。今度は米穀店だけに限らず、スーパーマーケットやコンビニエンスストアなどでも販売を行っていた。
種類は瓶・缶・ペットボトル（1.5L）含めて、オレンジ、つぶつぶプラッシー、グレープ、サワーアップル、トマト、レモン、プラッシー50があったが、淘汰されニュープラッシーのみ販売。2008年（平成20年）には誕生50周年を記念して、うんしゅうみかん果汁入り350mlペットボトルの期間限定バージョンが発売された。
「プラッシーオレンジ」と「PLUSSY1000 おいしい鉄分」は2021年3月に、「プラッシーアップル100」は9月にそれぞれ製造を終了した。
清涼飲料としての終売後、「プラッシー」ブランドはハウスギャバンに移管され、介護向け水分補給ゼリーとして製造・販売されている。
清涼飲料としては米穀店で販売されていたため、「米のとぎ汁が使われている」という都市伝説があった。また、同じパルプという語感から、添加されているみかんパルプが紙パルプであると誤解されることもあった。